# Afro-Classic
| Recensione | Giudizio |
| ---------- | -------- |
| AllMusic   |          |

Afro-Classic è un album del flautista jazz statunitense Hubert Laws, pubblicato dall'etichetta discografica CTI Records nel marzo 1971.

## Tracce

### LP
Lato A
1. Fire and Rain – 7:55 (musica: James Taylor)
2. Allegro from Concert #3 in D – 3:40 (musica: Johann Sebastian Bach)
3. Theme from "Love Story" (From the Paramount Picture "Love Story") – 7:25 (musica: Francis Lai)

Lato B
1. Passacaglia in C Minor – 15:10 (musica: Johann Sebastian Bach)
2. Flute Sonata in F – 3:15 (musica: Wolfgang Amadeus Mozart)

## Musicisti
- Hubert Laws – flauto, flauto elettrico (brano: Passacaglia in C Minor)
- Gene Bertoncini – chitarra
- Dave Friedman – vibrafono
- Bob James – pianoforte elettrico
- Fred Alston Jr. – fagotto
- Ron Carter – contrabbasso, violoncello elettrico (brano: Passacaglia in C Minor)
- Fred Waits – batteria
- Richie "Pablo" Landrum – percussioni
- Airto Moreira – percussioni
- Don Sebesky – arrangiamenti

Note aggiuntive
- Creed Taylor – produttore
- Registrazioni effettuate nel dicembre 1970 al Van Gelder Studio di Englewood Cliffs, New Jersey
- Rudy Van Gelder – ingegnere delle registrazioni
- Pete Turner – foto copertina album originale
- Bob Ciano – design copertina album originale [3]